# Franco La Cecla
Franco La Cecla (Palermo, 1950) è un antropologo italiano.

## Biografia
Professore di Antropologia Visiva alla NABA di Milano. Ha insegnato antropologia culturale all'Università di Bologna, all'Università di Palermo (facoltà lettere e filosofia), IUAV di Venezia, Università della California - Berkeley, Università di Verona (Scienze dell'Educazione), all'École des Hautes Études en Sciences Sociales di Parigi, alla Universidad Politecnica de Barcelona (UPC) all'Università Vita-Salute San Raffaele di Cesano Maderno, all'Scuola politecnica federale di Losanna (EPFL). È consulente del RPBW (Renzo Piano Building Workshop) ed è stato consulente di Barcelona Regional per l'impatto del progetto della Torre La Sagrera sul tessuto sociale della città.
Nei suoi lavori ha affrontato a più riprese il tema dell'organizzazione dello spazio contemporaneo tra localismo e globalizzazione, rivolgendosi in particolare alle soglie, e ai confini tra le culture. Ha fondato nel 2005 a Londra ASIA (Architecture Social Impact Assessment), un'agenzia per valutare l'impatto sociale delle opere di architettura e di urbanistica. In collaborazione con la Cineteca di Bologna ha creato un progetto quinquennale di censimento mondiale degli archivi di filmati sull'emigrazione italiana. Insieme al regista Stefano Savona ha realizzato alcuni documentari sull'emigrazione siciliana in Tunisia (Sicilia, Tunisia, un confine di specchi, 2003) e sull'impatto delle nuove tecnologie sulla vita quotidiana in India (Gestualités portables, 2005) per il Centre Pompidou di Parigi. Per gli speciali del TG1 ha realizzato il documentario "I mari dentro" sulla comunità di pescatori di Terrasini emigrata a Gloucester, Massachusetts (2009) che ha vinto il premio Coast Culture del San Francisco Ocean Film festival (febbraio 2010).
Ha ideato e diretto alcuni festival in Sicilia, GAIA, CREOLA e organizzato alcune mostre per Pitti a Firenze, tra cui "Perfetti e Invisibili, l'immagine dell'infanzia nei media".
Insieme a Gianni Gebbia (sax), Diego Spitaleri (piano), Giorgia Meli (voce) ha messo in scena "Lasciami" al Festival di Letteratura di Mantova (2009). Collabora stabilmente con la Repubblica, Avvenire, Il Sole 24 Ore.

## Opere
- Perdersi  (Laterza, 1988)
- Mente locale. Per un'antropologia dell'abitare  (Elèuthera, 1995)
- Il malinteso. Antropologia dell'incontro  (Laterza, 1997)
- Saperci fare. Corpi e autenticità  (Elèuthera, 1999)
- Bambini per strada  (Franco Angeli, 1999)
- Perfetti e invisibili, l'immagine dell'infanzia nei media  (Skira, 2000)
- La pasta e la pizza  (Il Mulino, 2002)
- Jet-Lag  (Bollati Boringhieri, 2002)
- Bruce Chatwin in Afghanistan  (Bruno Mondadori, 2002)
- Lasciami. Ignoranza dei congedi  (Ponte alle Grazie, 2003)
- Mente locale  (Elèuthera, 2004)
- Le frontiere dell'Afghanistan  (Pàtron, 2004)
- Light from the Box, le culture della televisione  (Link. Idee per la televisione-Motta, 2005)
- Surrogati di presenza. Media e vita quotidiana  (Arnoldo Mondadori Editore, 2006)
- La moda rende felici, per mezz'ora almeno  (Ponte alle Grazie, 2006)
- Contro l'Architettura  (Bollati Boringhieri, 2008)
- L'Ape, antropologia su tre ruote  (Elèuthera, 2009)
- De paura, dizionario aggiornato della paura  (Gea Schirò, 2009)
- Modi Bruschi, antropologia del maschio  (Elèuthera, 2010)
- Il punto G dell'uomo: desiderio al maschile  (Nottetempo, 2011)
- Indian Kiss. Viaggio sentimentale a Bollywood e oltre  (O barra O Edizioni, 2012)
- Una morale per la vita di tutti i giorni  (Elèuthera, 2012)
- Contro l'urbanistica  (Giulio Einaudi Editore, 2015)
- Andare per la Sicilia dei Greci (Il Mulino, 2015)
- Andare nel posto sbagliato. Il viaggio contromano (Milieu Edizioni, 2015)
- Restare nel posto sbagliato. Manuale di intempestività. (Milieu Edizioni, 2017)
- Essere amici (Giulio Einaudi Editore, 2019)
- Intromettersi, con Leonardo Caffo, (Elèuthera, 2020)
- Convincere Dio. Note sul pregare (Einaudi, 2024)